# Lincoln Silva
Roger Lincoln Silva López (Eusebio Ayala, Cordillera, Paraguay 28 de octubre de 1945-Asunción, Paraguay, 9 de agosto de 2016) fue un escritor, poeta, periodista y académico paraguayo. Su obra, marcada por una crítica aguda a las dictaduras latinoamericanas y una estética cercana al realismo mágico, lo posicionó como una de las voces literarias más relevantes de su país desde la segunda mitad del siglo XX.
Lincoln fue exiliado durante las dictaduras de Alfredo Stroessner en Paraguay y Jorge Rafael Videla en Argentina, y desarrolló una intensa labor cultural en Buenos Aires y en los Países Bajos, donde introdujo la lengua guaraní en el ámbito universitario. Su novela Rebelión después (1970) y su participación en la revista Crisis lo vincularon a destacadas figuras del pensamiento y la literatura latinoamericana. Regresó a Paraguay en 2005, tras más de tres décadas de exilio.

## Biografía

### Primeros años
Lincoln Silva nació el 28 de octubre de 1945 en la ciudad de Eusebio Ayala, popularmente conocida como Barrero Grande, en el Departamento de Cordillera, Paraguay. Era hijo de Rogerio Silva, un militante comunista argentino, y de María Angélica López Areco, docente paraguaya y hermana de Arturo López Areco —quien años más tarde adoptaría el nombre de Agapito Valiente, convirtiéndose en guerrillero opositor a la dictadura de Alfredo Stroessner—. En 1949 nació su única hermana, Lilia Angélica Silva López, actualmente conocida como Numy Silva, actriz y escritora radicada en la provincia argentina de Misiones. Lincoln creció en un entorno de clase media del interior paraguayo.
Tras completar la educación primaria en su ciudad natal, se trasladó con su madre a Asunción para cursar la secundaria. A los 17 años inició la carrera de derecho en Brasil, aunque abandonó sus estudios dos años después.

### Trayectoria literaria y exilio
De regreso en Asunción, se vinculó al periodismo y trabajó en diversos medios. Entre 1966 y 1967 colaboró en el semanario Comunidad, y entre 1968 y 1969 escribió para el diario ABC Color, donde publicó sus primeros cuentos y poemas, mientras estudiaba comunicación. En 1968, a los 23 años, fue incluido en la Antología crítica de la poesía paraguaya contemporánea, compilada por el poeta Roque Vallejos, quien escribió sobre él: «tiene hondura, angustia metafísica, y maneja el verso como un puñal filoso».
El clima político represivo de la dictadura de Stroessner lo condujo al exilio en 1969, con apenas 24 años. Su trabajo en el diario oficialista dificultaba abordar temas que lo obsesionaban, como las dictaduras y la represión en América Latina. En una entrevista de 2005, explicó que se instaló en Buenos Aires por «la imposibilidad de escribir, de desarrollar aquí [en Paraguay] los temas que a mí me gustan».
Ya en Buenos Aires, comenzó a trabajar como corrector y lector para la editorial Losada. Había llegado con el manuscrito de una novela que inicialmente iba a publicar la editorial Jorge Álvarez, como anunciaba un anticipo en la revista Extra en 1970. Sin embargo, tras siete meses, Rebelión después fue editada por Tiempo Contemporáneo, un sello impulsado por Jorge Álvarez junto con los abogados Alberto Serebrisky y Natalio Wisniacki. La dirección editorial fue asumida primero por Pirí Lugones y luego por Ricardo Piglia. Desde la colección Ficciones, su nombre se unió al de autores como Bernardo Kordon, Enrique Wernicke y Nicolás Casullo, así como a figuras de la vanguardia estadounidense. El joven escritor paraguayo, desconocido para el círculo de la nueva izquierda porteña, recibió elogios del crítico David Viñas, cuya opinión apareció en la solapa del libro. La novela abordaba, con un estilo cercano al realismo mágico, la tortura y la dictadura paraguaya, junto con ácidas críticas al nacionalismo paraguayo, en el mismo año del centenario del combate de Cerro Corá.
A los 25 años, Lincoln Silva fue recibido como una revelación literaria. La crítica lo comparó con Juan Rulfo y fue señalado como el escritor paraguayo de mayor proyección después de Augusto Roa Bastos y Gabriel Casaccia. Comenzó a frecuentar figuras destacadas de la literatura argentina, y en 1971 se integró a un círculo de jóvenes escritores que se reunían en la casa de Ernesto Sábato, junto a Liliana Heker, Amílcar Romero, Isidoro Blaisten, Bernardo Jobson y Abelardo Castillo, el núcleo de la revista El Escarabajo de Oro.
En 1972, comenzó a trabajar como corrector en el diario Mayoría, fundado por los hermanos Jacovella con el propósito de apoyar el regreso de Juan Domingo Perón a la Argentina. Allí escribieron autores como Fermín Chávez, Leónidas Lamborghini, Arturo Sampay y José María Rosa.
Gracias a su relación con Sábato y al vínculo establecido con el crítico uruguayo Jorge Ruffinelli en 1972, participó en la fundación de la revista Crisis en mayo de 1973. Colaboró allí con figuras como Juan Gelman, Augusto Roa Bastos, Gabriel García Márquez, Mario Benedetti, Roque Dalton, Osvaldo Soriano y Jorge Luis Borges.
En el primer número de Crisis se publicó un adelanto de su segunda novela, General General, editada en noviembre de 1975. Leída en borrador por Eduardo Galeano, quien dirigía editorialmente la revista, la obra integró una colección que incluyó a autores como Haroldo Conti, Héctor Tizón y el propio Galeano. En esta novela, Silva recurrió al humor ácido para criticar tanto al régimen represivo de su país como a ciertos arquetipos de revolucionarios latinoamericanos.
En enero de 1976, participó como jurado del Premio Casa de las Américas en La Habana, representando a la revista Crisis. Durante su estadía, firmó una carta abierta dirigida a Alfredo Stroessner reclamando el paradero de Miguel Ángel Soler, secretario general del Partido Comunista Paraguayo.
Con fecha 23 de febrero de 1976, acompañaban en el reclamo reconocidos escritores y militantes sociales como Augusto Roa Bastos, Gabriel Casaccia, Elvio Romero, Juan Bautista Rivarola Matto, Carlos Martínez Gamba, Herminio Giménez, Oscar Cardozo Ocampo, Esther Ballestrino, y Pa'i Oliva.
A su vuelta a Buenos Aires, fue testigo del golpe de Estado del 24 de marzo de 1976. Una semana después, Mayoría, el periódico donde trabajaba como corrector, fue clausurado por la dictadura militar de Videla y Silva pasó a trabajar en la revista Mercado.

#### Actividad en Europa y regreso a Paraguay
En 1977 debió emprender el camino del exilio, como tantos otros escritores de su entorno. Fue así como aceptó una propuesta de la Universidad de Leiden, en Holanda, que lo recibió con estadía y trabajo bajo el estatus de exiliado político. Allí, en 1984, logró incorporar el idioma guaraní como materia en el programa de estudios de la universidad y fue titular de esa cátedra.
En ese país publicó un folleto de denuncia contra la represión a un grupo de campesinos paraguayos en 1980 (Ni para caerse muerto) y un libro de poesía: No te diré el lugar de donde vengo (1984), en una edición bilingüe castellano-neerlandés. También participó en varios congresos en Ámsterdam, ciudad donde residió por varios años. Asimismo, publicó poesías y relatos breves en la Revista de Casa de las Américas de Cuba y Plural, de México.
Su regreso al Paraguay se produjo en 2005, luego de 35 años de ausencia y de 28 años de residencia en los Países Bajos. Ya instalado nuevamente en Asunción, publicó artículos en diferentes diarios, y en 2007 su último libro de poemas, titulado Sortilegio que supuso nuestro apoteosis.
En julio de 2021, la editorial paraguaya Arandurã publicó un volumen con sus Obras completas.

## Obras
- Rebelión después, Buenos Aires, Tiempo Contemporáneo, 1970.
- General General, Buenos Aires, Crisis, 1975.
- No te diré el lugar de donde vengo / Ik zal je niet vertellen waar ik vandaan kom [edición bilingüe: neerlandés y castellano], Amsterdam, Uitgeverij de Populier, Centrum voor Chileense Cultuur, 1984.
- Sortilegio que supuso nuestro apoteosis, Asunción, Servilibro, 2007
- Obras completas, Asunción, Arandurã, 2021.